# Helmut Rombach
Helmut Rombach (* 25. Februar 1961 in Aachen) ist ein ehemaliger deutscher Fußballspieler.

## Spielerkarriere
Helmut Rombach spielte in der Jugend für Westwacht Aachen. Sein erster Verein im Herrenbereich war TuS 08 Langerwehe. Für Langerwehe spielte er von 1979 bis 1982, ehe er einen Vertrag bei Alemannia Aachen unterzeichnete. Bei der Alemannia wurde Helmut Rombach auf Anhieb Stammspieler und absolvierte in der Zweitliga-Saison 1982/83 34 Partien. 1983/84 spielte Aachen lange um den Aufstieg mit, belegte am Saisonende jedoch lediglich den sechsten Platz. Rombach war mit 19 Saisontoren der mit Abstand treffsicherste Alemanne und belegte torgleich mit Jürgen Klinsmann den fünften Platz in der Torjägerliste.
1984 ging Helmut Rombach zum Bundesligisten Waldhof Mannheim. Unter Klaus Schlappner kam er dort 1984/85 nicht über die Rolle des Ergänzungsspielers hinaus. Und auch die Spielzeit 1985/86 lief für Rombach nicht erfolgreich.
So verließ er Mannheim nach zwei Jahren wieder und unterzeichnete einen Kontrakt bei Hessen Kassel. 1986/87 hatte Rombach unter Rudolf Kröner in der 2. Liga zunächst Anlaufschwierigkeiten. Nach dem Wechsel zu Elmar Müller konnte sich Rombach allerdings im Team festspielen. Auch unter dessen Nachfolgern Werner Biskup und Holger Brück gehörte er zum Kern der Mannschaft. Am Saisonende hatte er mit acht Toren zusammen mit Thomas Freudenstein die meisten Tore bei den Hessen erzielt, konnte damit aber den Abstieg nicht verhindern.
Anschließend wechselte Rombach zu Hertha BSC in die Berliner Amateur-Oberliga. Zu Beginn spielte er unter Jürgen Sundermann nicht, mauserte sich aber in der Endphase der Saison zum Stammspieler und erzielte fünf Treffer. Durch die Meisterschaft qualifizierte sich Hertha für die Aufstiegsrunde in die 2. Bundesliga. Im letzten Spiel traf Hertha im Preußenstadion auf Preußen Münster und benötigte einen Sieg zum Aufstieg. Rombach erzielte drei Treffer beim 4:1-Auswärtserfolg und besiegte Münster damit fast im Alleingang. Nach dem Aufstieg war Rombach 1988/89 unter Sundermann und dessen Nachfolger Werner Fuchs Stammspieler und trug mit seinen acht Toren – lediglich Theo Gries hatte mit neun Toren häufiger einen Torerfolg bejubeln dürfen – zum Klassenerhalt bei. 1989/90 kam er im Sturm jedoch nicht mehr über die Rolle als Ergänzungsspieler hinaus und ging in der Winterpause erneut zu Alemannia Aachen.
Doch auch in Aachen konnte Helmut Rombach in der Rückrunde nicht richtig Fuß fassen und stieg am Ende der Spielzeit in die Oberliga Nordrhein ab. 1990/91 spielte Rombach dort als Abwehrspieler 28 Partien bei sechs Torerfolgen, konnte jedoch nichts dagegen ausrichten, dass Aachen trotz der wenigstens Niederlagen auf Platz zwei hinter dem FC Remscheid den Wiederaufstieg verfehlte.
1991 wechselte Rombach nach Belgien zur AS Eupen. Anschließend ging er als Spielertrainer zu seinem ersten Verein Westwacht Aachen, wo er seine Karriere beendete.

## Privates
Helmut Rombach absolvierte eine Ausbildung zum Dachdecker und arbeitete vor seiner Profikarriere auch in diesem Beruf.